# Tetragnatha flagellans
Tetragnatha flagellans este o specie de păianjeni din genul Tetragnatha, familia Tetragnathidae, descrisă de Johan Coenraad van Hasselt în anul 1882. Conform Catalogue of Life specia Tetragnatha flagellans nu are subspecii cunoscute.